# Obituary
Obituary is een in 1985 opgerichte Amerikaanse deathmetalband uit Florida. Ze gelden als een van de grondleggers   en meest succesvolle bands van het genre . 
De volgende muzikanten maakten ooit deel uit van de band: James Murphy, John Tardy, Trevor Peres, Donald Tardy, Ralph Santolla, Frank Watkins, Allen West en Daniel Tucker.

## Discografie

### Albums
Hieronder volgt een overzicht van de albumtop in de VS, het VK, Duitsland, Nederland (aanvankelijk Veronica, later de Album Top 100) en België (Ultratop). Het maximumaantal albums van de laatste twee ligt op respectievelijk 100 en 200, maar was niet gelijk gedurende de jaren.
| Jaar | album               | VS  | VK  | Duitsland | Nederland | Nederland | België | België | Opmerking |
| Jaar | album               | VS  | VK  | Duitsland | piek      | weken     | piek   | weken  | Opmerking |
| ---- | ------------------- | --- | --- | --------- | --------- | --------- | ------ | ------ | --------- |
| 1989 | Slowly we rot       | -   | -   | -         | -         |           | -      |        |           |
| 1990 | Cause of death      | -   | -   | -         | -         |           | -      |        |           |
| 1992 | The end complete    | -   | 52  | 43        | 74        | 4         | -      |        |           |
| 1994 | World demise        | -   | 65  | 59        | 49        | 7         | -      |        |           |
| 1997 | Back from the dead  | -   | -   | -         | 92        | 3         | -      |        |           |
| 2005 | Frozen in time      | -   | -   | 93        | -         |           | -      |        |           |
| 2007 | Xecutioner's return | -   | -   | -         | -         |           | -      |        |           |
| 2009 | Darkest day         | -   | -   | -         | -         |           | -      |        |           |
| 2014 | Inked in blood      | 75  | 174 | 56        | 81        | 1         | 121    | 3      |           |
| 2017 | Obituary            | 184 | -   | 24        | 67        | 7         | 45     | 6      |           |
| 2023 | Dying of Everything |     |     |           |           |           |        |        |           |

### Dvd
- Frozen Alive (2006)
- Live Xecution - Party.San 2008 (2010)